# Võru Spordikeskuse staadion
Võru Spordikeskuse staadion – wielofunkcyjny stadion w Võru, w Estonii. Został otwarty 2 czerwca 2009 roku. 
Może pomieścić 1630 widzów. Obiekt gościł dwa spotkania w ramach turnieju Baltic Cup 2012: 1 czerwca 2012 roku półfinał Łotwa – Litwa (5:0) i 3 czerwca 2012 roku finał Finlandia – Łotwa (1:1 d., k. 5:6).